# Alaptus fructuosus
Alaptus fructuosus är en stekelart som beskrevs av Meunier 1909. Alaptus fructuosus ingår i släktet Alaptus och familjen dvärgsteklar.
Artens utbredningsområde är Tanzania. Inga underarter finns listade i Catalogue of Life.